# Larry Bell (beeldhouwer)
Larry Stuart (Larry) Bell (Chicago, 6 december 1939) is een Amerikaanse schilder en beeldhouwer.

## Leven en werk
Larry Bell werd van 1957 tot 1959 opgeleid aan het Chouinard Art Institute in Los Angeles als een student van Robert Irwin, Richards Ruben, Robert Chuey, en Emerson Woelfer. Na een korte carrière als schilder van abstract expressionistische, gevolgd door geometrische voorstellingen, wendde hij zich tot het vervaardigen van collages met acryl, canvas, spiegel- en transparantglas. Na diverse experimenten stapte hij eind 1964 over op het driedimensionale vormgeven (aanvankelijk waren dat vooral glazen kubussen) en installatiekunst (environments). Hij creëerde in de negentiger jaren met de computer schetsen van een fictieve figuur uit de Sumer-beschaving (de Sumer figures), die in diverse formaten en met diverse materialen werden uitgevoerd, zoals bij het Winkelcentrum Langham Place in Hongkong.
Bell, die vooral bekend is geworden als minimalistisch en geometrische-abstract kunstenaar, is met zijn werk vertegenwoordigd in vele musea, beeldenparken en collecties in Europa en de Verenigde Staten. In 1968 werd hij uitgenodigd voor de afdeling schilderkunst van de 4.documenta in Kassel. Hij ontving kunstprijzen van de National Endowment for the Arts (de National Medal of Arts) en de Guggenheim Foundation. Ook figureert hij op de hoes van Sgt. Pepper's Lonely Hearts Club Band.
Bell woont in Taos (New Mexico) en heeft zijn atelier in Venice Beach (Los Angeles).

## Fotogalerij

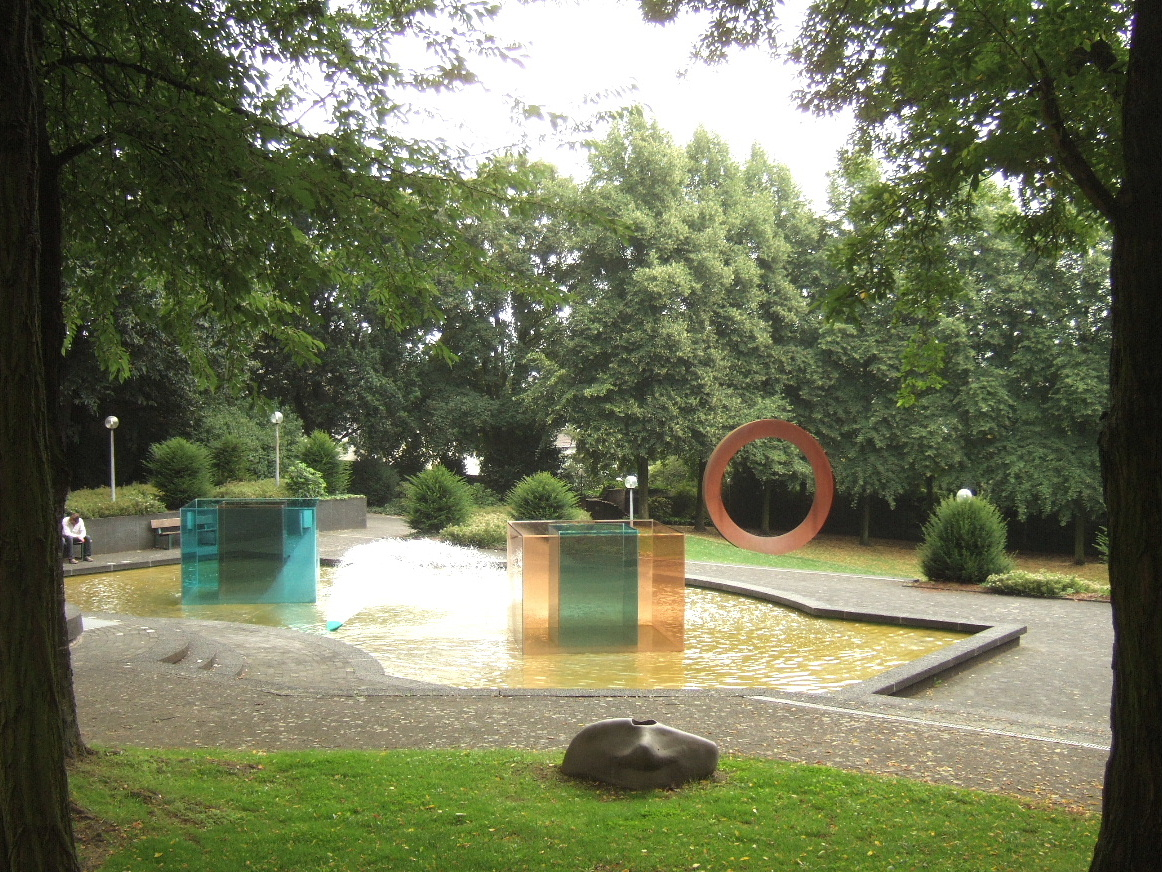
Made for Arolson of Arolsen Piece, Skulpturengarten Museum Abteiberg
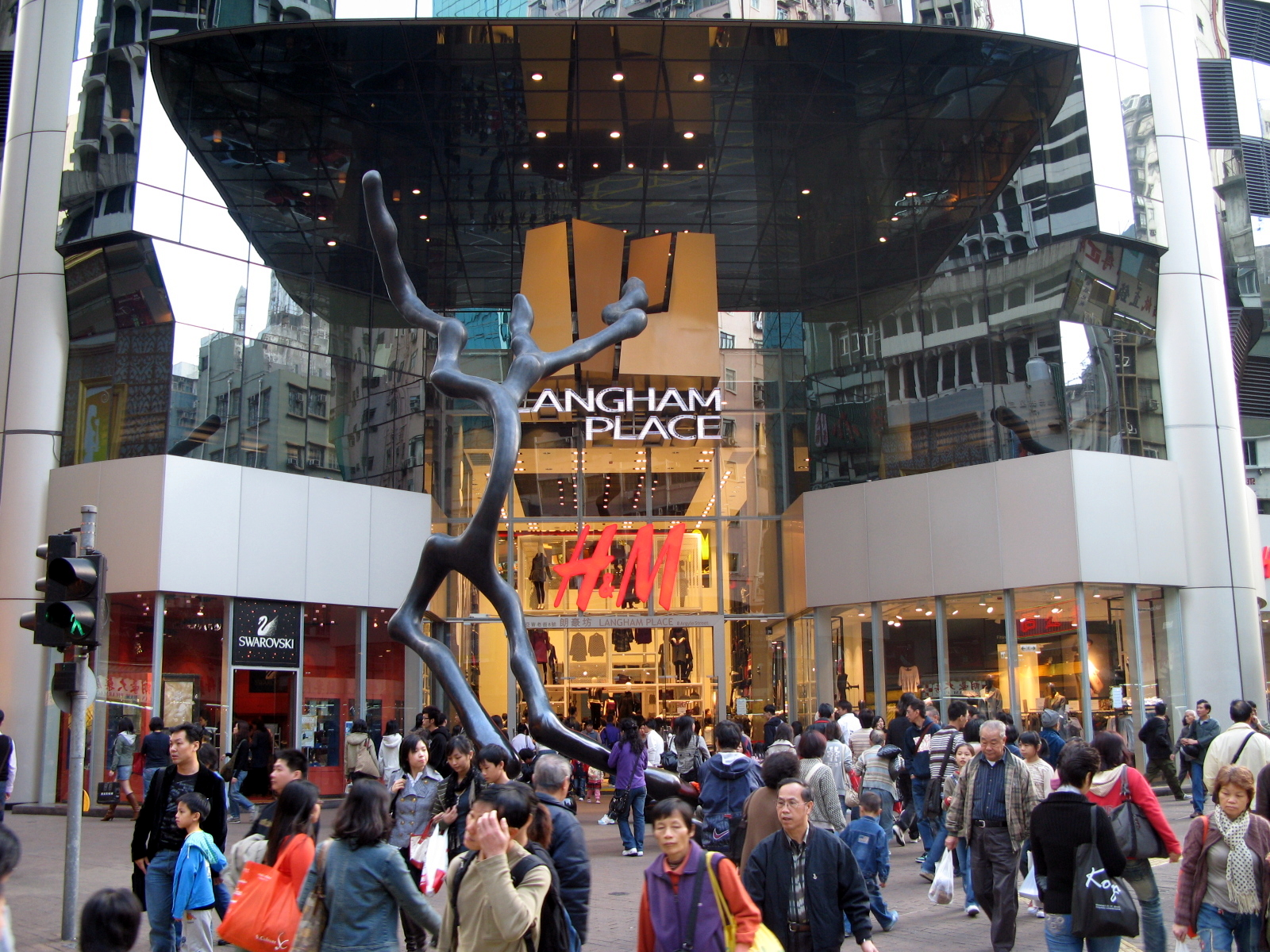
Sumer figure, Langham Place, Hongkong

## Musea (selectie)
- Art Gallery of New South Wales, Sydney
- Art Institute of Chicago, Chicago
- National Gallery of Australia, Canberra
- Centre Georges Pompidou, Parijs
- Guggenheim Museum, New York
- Hirshhorn Museum and Sculpture Garden, Washington D.C.
- Menil Collection, Houston
- Musée d'art contemporain de Lyon, Lyon
- Museum Abteiberg, Mönchengladbach
- Museum of Contemporary Art, Los Angeles
- Museum Ludwig, Keulen
- Museum of Modern Art, New York
- San Francisco Museum of Modern Art, San Francisco
- Norton Simon Museum, Pasadena
- Stedelijk Museum, Amsterdam
- Tate Modern, Londen
- Walker Art Center, Minneapolis
- Whitney Museum of American Art, New York